# Vang
Vang é uma comuna da Noruega, com 1 503 km² de área e 1 616 habitantes (censo de 2004).         